# Daiki Takamatsu
Daiki Takamatsu, född 8 september 1981 i Yamaguchi prefektur, Japan, är en japansk fotbollsspelare som sedan 2000 spelar i Oita Trinita.